# Comté de Tooele
Cette page contient des caractères spéciaux ou non latins. S’ils s’affichent mal (▯, ?, etc.), consultez la page d’aide Unicode.
Le comté de Tooele (en anglais [tuːˈɛlə]) est l'un des vingt-neuf comtés de l’État de l'Utah aux États-Unis. Le siège du comté porte le même nom que ce dernier, il s'agit de la ville de Tooele. Selon le recensement de 2010, sa population est de 58 218 habitants.